# Société académique d'écriture
La société académique d'écriture, de vérification et d'institution nationale, fut fondée le 23 juin 1791 à Paris.
Elle ne doit pas être confondue avec l'Académie royale d'écriture, ni avec le Bureau académique d'écriture.

## Fondation et programme
Dès la fondation, le 23 juin 1791, on note parmi les membres : Jumel, Saintomer, Charlemagne fils, Brard, Noiret, Bernard, Royllet.
La Société jouit d'une notice dans l'Almanach royal de 1792.
L'Almanach de 1793 définit ainsi son programme : « Cette Société, établie à Paris le 23 juin l'an troisième de la Liberté, est composée d'hommes libres, savans ou artistes distingués par leurs talens dans les sciences et arts relatifs à l'éducation de la jeunesse. Elle s'occupe, dans les séances qu'elle tient deux fois chaque semaine, de la perfection de l'enseignement. Les professeurs élus par elle tiennent des cours gratuits, où ceux qui se destinent à enseigner peuvent se mettre à portée de remplir avec distinction les places d'instituteurs ou de professeurs nationaux. »
Dès sa fondation, cette nouvelle société se heurta au Bureau académique d'écriture, auquel elle reprocha d'être une fondation de l'Ancien Régime.

## Publication
Cette Société publia un Journal d'éducation qui a eu au moins 17 numéros. 

## Disparition et refondation
Elle a disparu en 1793, en même temps que le Bureau académique d'écriture qu'elle avait violemment combattu.
En 1795, divers membres de ces deux associations s'unirent pour en former une nouvelle qui prit le nom de Société libre d'institution et vérification d'écriture, arts et belles-lettres ou Société libre d'écriture, de vérification, belles-lettres et arts. Cette nouvelle société eut son siège au Lycée des Arts, puis elle obtint du gouvernement en 1798 de se réunir au Louvre, et prit alors le nom de Société libre d'institution de Paris. Elle commença alors de publier un recueil de Mémoires qui ne compte que cinq fascicules et cessa de paraître en l'an VIII.

## Sous l'Empire et la Restauration
Réorganisée en 1811, cette société prit sous la Restauration le nom de Société académique d'écriture.